# شابة بريئة (فلم)
شابة بريئة (بالإنجليزية: Young and Innocent) هو فيلم إثارة تم إنتاجه في المملكة المتحدة وصدر في سنة 1937. الفيلم من إخراج ألفريد هتشكوك.

## وصلات خارجية
- مقالات تستعمل روابط فنية بلا صلة مع ويكي بيانات